# دايفيد هولت
دايفيد هولت (بالإنجليزية: David Holt)‏ هو ملحن وكاتب أغاني وناشر وراقص وشاعر وممثل أمريكي، ولد في 14 أغسطس 1927 بجاكسونفيل في الولايات المتحدة، وتوفي في 15 نوفمبر 2003 بسان جوان كابيسترانو في الولايات المتحدة بسبب نوبة قلبية.

## أعمال

### أفلام
- (1935) أخر أيام بومبي

## وصلات خارجية
- دايفيد هولت على موقع IMDb (الإنجليزية)
- دايفيد هولت على موقع ميوزك برينز (الإنجليزية)
- دايفيد هولت على موقع أول موفي (الإنجليزية)
- دايفيد هولت على موقع قاعدة بيانات الأفلام السويدية (السويدية)
- دايفيد هولت على موقع أول ميوزيك (الإنجليزية)
- دايفيد هولت على موقع ديسكوغز (الإنجليزية)
- دايفيد هولت على موقع قاعدة بيانات الفيلم (الإنجليزية)